# Cerova (gmina Arilje)
Cerova (cyr. Церова) – wieś w Serbii, w okręgu zlatiborskim, w gminie Arilje. W 2011 roku liczyła 1175 mieszkańców.